# Кронштадт (большой противолодочный корабль)
«Кронштадт» — большой противолодочный корабль (БПК) проекта 1134-А, головной корабль серии. Находился на службе Военно-Морского Флота СССР.

## История строительства
Заводской номер С-721. Заложен 30 ноября 1966 года в закрытом эллинге судостроительного завода имени А. А. Жданова в Ленинграде, 12 декабря 1966 года «Кронштадт» зачислен в списки кораблей ВМФ СССР. Спущен на воду 10 февраля 1968 года. 24 августа 1969 года на корабле поднят Военно-морской флаг СССР (войсковая часть 45717), а 17 октября корабль представлен к государственным испытаниям. 29 декабря 1969 года принят флотом.

## История службы

### Служба в 1970—1979 годах
9 марта 1970 года директивой ГШ ВМФ корабль включён в состав 120-й бригады ракетных кораблей Краснознамённого Северного флота. После завершения испытаний перешёл с Балтийского флота на Чёрное море в главную базу Краснознамённого Черноморского флота — Севастополь. Корабль проходил испытания на полигоне в г. Феодосии. Испытывались ракетные комплексы "Гром", ГАК "Титан-2", ПЛРК "Метель", БИУС "Корень" и система ВЗОИ "Море", РЛС "Восход" -  впервые установленные на кораблях этого проекта. 
В период с 15 мая по 22 июля 1971 года БПК был совершён переход из Севастополя в главную базу Северного флота — Североморск с одновременным несением боевой службы в Средиземном море. С 17 сентября по 13 октября 1971 года «Кронштадт» выполнил задачи разведки и слежения в период учений Объединённых военно-морских сил НАТО «Iron Knight».
Начиная с 28 февраля и вплоть до 2 апреля 1972 года БПК в составе аварийно-спасательного отряда (ПКР «Ленинград», КРЛ «Александр Невский», БПК «Вице-адмирал Дрозд», ПБПЛ «Магомет Гаджиев», СБ-38, СС «Карпаты») принял участие в спасательной операции в Северной Атлантике по оказанию помощи терпящей бедствие атомной подводной лодке «К-19». В процессе выполнения операции отличилась авиагруппа корабля во главе с В. Г. Сёмкиным.
25 июля 1972 года «Кронштадт» награждён памятным красным знаменем горисполкома и горкома КПСС города Сочи. 13 декабря 1972 года Постановлением Президиума Вооружённых Сил СССР № 845 в связи с 50-летием СССР корабль был награждён «Юбилейным почётным знаком». На следующий день комсомольская организация корабля награждена памятным красным знаменем ЦК ВЛКСМ, а корабль занесён в Книгу почёта Военного совета КСФ.
В период с 11 по 31 мая 1973 года корабль в составе КПУГ (совместно с БПК «Адмирал Нахимов») участвовал в поисковой операции «Лагуна» по обнаружению и слежению за ПЛ противника в заданном районе Северной Атлантики. 14 мая в Норвежском море в 11.30 корабли КПУГ получили контакт с подводной лодкой вероятного противника, которая активно уклонялась с применением средств ГПД. Слежение за подводной лодкой осуществлялось до её ухода в территориальные воды Норвегии. За 19 ходовых суток кораблём было пройдено 6670 морских миль.
22 июня 1973 года БПК «Кронштадт» впервые на Северном флоте выполнил стрельбу комплексом УРПК-3 «Метель», получена оценка «хорошо». По итогам года БПК объявлен лучшим кораблём 120-й бригады ракетных кораблей.
В период с 10 по 30 сентября 1974 года БПК выполнил задачи боевой службы в Северной Атлантике. По итогам года объявлен лучшим кораблём бригады. С 16 по 24 апреля 1975 года корабль принимал участие в оперативно-стратегическом учении с обозначенными силами «Океан-75» под руководством Маршала СССР А. А. Гречко. Во время маневрирования в открытом море 16 июня 1975 года «Кронштадт» совершил навал на лежавший в дрейфе БПК «Смышлёный». Навигационная авария привела к смятию наружной обшивки борта и срыву с фундамента левого торпедного аппарата, снаряжённого боевыми торпедами. С 12 по 19 июля корабль совершил межфлотский переход и прибыл в Кронштадт.
С 8 августа 1975 года по 9 января 1980 года «Кронштадт» находился в среднем ремонте на КОЛМЗ, входя во время ремонта в состав 95-го Отдельного дивизиона строящихся и ремонтируемых кораблей Ленинградской военно-морской базы. 21 мая 1980 года, после завершения ремонта, БПК прибыл в Североморск.

### Служба в 1980—1992 годах
Вместе с ТАРКР «Киров» и большими противолодочными кораблями «Адмирал Исаков», «Стройный» и «Смышлёный» «Кронштадт» участвовал 9 и 10 июля 1981 года в учениях «Север-81» под руководством главнокомандующего ВМФ. Учения проходили в Баренцевом и Норвежском морях. 12 февраля 1982 года корабль включён в состав 170-й бригады противолодочных кораблей. 8 апреля этого же года БПК привлекался к участию в спасательной операции по оказанию помощи аварийной атомной подводной лодке «К-123» проекта 705, но на выходе из Кольского залива потерял ход и был возвращён в базу.
30 декабря 1982 года в 3.40 по вине личного состава на корабле произошло затопление агрегатной № 1. 
9 марта 1983 года для замены носовой системы управления «Гром» и ЗРК «Шторм» «Кронштадт» поставлен в ремонт на СРЗ-35 (Роста, Мурманск). 11 мая 1984 произошло новое затопление агрегатной № 1, в результате чего был выведен из строя носовой ЗРК «Шторм». После ремонтных работ со 2 сентября по 13 октября 1984 года корабль выполнил задачи боевой службы в районе Фарерских островов (на Фареро-Исландском противолодочном рубеже). Так как при профилактическом гранатометании ПДСС осколком гранаты РГ-42 был ранен матрос электромеханической боевой части, то корабль не был оценён по итогам боевой службы.
1 ноября 1985 года «Кронштадт» снова поставлен на СРЗ-35 для замены прибора 1 РЛС МР-310А «Ангара-А». В период с 24 по 28 марта 1987 года БПК принимал участие в командно-штабном учении с силами обозначения под руководством командующего флотом адмирала И. М. Капитанца (ТАРКР «Киров», РКР «Вице-адмирал Дрозд», «Маршал Устинов», БПК «Адмирал Нахимов», «Адмирал Макаров», «Адмирал Юмашев», «Сообразительный», эскадренные миноносцы «Отличный», «Современный», «Отчаянный»).
19 ноября 1987 года в момент заступления корабля в боевое дежурство по ПВО главной базы Северного флота произошёл несанкционированный выстрел двумя снарядами 57-мм АК-725 № 2. Пострадавших не было.
24 июня 1991 года по причине изношенности механизмов, систем, вооружения и нецелесообразности ремонта корабль исключён из боевого состава Военно-Морского Флота СССР в связи с передачей в отдел реализации военного имущества для демонтажа и реализации. В сентябре 1992 года на корабле спущен военно-морской флаг. 29 октября 1992 года экипаж «Кронштадта» расформирован. В 1993 году корпус корабля продан частной индийской компании для разделки на металл.

## Бортовые номера
В различные периоды корабль носил следующие бортовые (тактические) номера:
заводской С-721
- 585[3];
- 544[3];
- 535[3];
- 273[3];
- 298[3];
- 662[3];
- 648[3];
- 675[3].

## Командиры корабля
- капитан 3 ранга Евдокимов, Лев Родионович — первый командир корабля[3];
- капитан 2 ранга Валерий Васильевич Гришанов (1973-1974) [4];
- капитан 2 ранга Ю. И. Красиловский[4];
- капитан 2 ранга Н. А. Мелах[4];
- капитан 2 ранга А. А. Светлов[4];
- капитан 2 ранга О. Г. Веселовский[4];
- капитан 2 ранга Ю. Д. Оруджев[4].